# 100 mètres féminin aux Jeux olympiques d'été de 1964 (athlétisme)
Navigation
Rome 1960 Mexico 1968
L'épreuve du 100 mètres féminin aux Jeux olympiques d'été de 1964 s'est déroulée les 15 et 16 octobre 1964 au Stade olympique national de Tokyo, au Japon. Elle est remportée par l'Américaine Wyomia Tyus.

## Faits marquants
44 concurrentes représentant 28 nations participent à l'épreuve.
Les meilleurs temps des séries sont réalisés par l'Américaine Edith McGuire, favorite de l'épreuve après ses victoires au 100 m et au 200 m des sélections olympiques américaines, la Polonaise Ewa Kłobukowska et Wyomia Tyus. Celle-ci réalise au tour suivant 11 s 23, le meilleur temps automatique jamais mesuré, un record olympique qui égale le record du monde détenu par Wilma Rudolph.
Le lendemain, elle gagne sa demi-finale en 11 s 3 devant Kłobukowska, puis aisément la finale en 11 s 4 avec un mètre d'avance sur McGuire, qui remportera ultérieurement le 200 m. Kłobukowska obtient le bronze devant Marilyn White et empêche les Américaines de réaliser le triplé.

## Résultats

### Finale
| Rang               | Athlète          | Pays            | Temps   |
| ------------------ | ---------------- | --------------- | ------- |
| Médaille d'or      | Wyomia Tyus      | États-Unis      | 11 s 49 |
| Médaille d'argent  | Edith McGuire    | États-Unis      | 11 s 62 |
| Médaille de bronze | Ewa Kłobukowska  | Pologne         | 11 s 64 |
| 4                  | Marilyn White    | États-Unis      | 11 s 67 |
| 5                  | Miguelina Cobián | Cuba            | 11 s 72 |
| 6                  | Marilyn Black    | Australie       | 11 s 73 |
| 7                  | Halina Górecka   | Pologne         | 11 s 83 |
| 8                  | Dorothy Hyman    | Grande-Bretagne | 11 s 90 |

### Demi finales
Les quatre premières de chaque série se qualifient pour la finale. 
| Rang | Athlète          | Pays             | Temps   | Note |
| ---- | ---------------- | ---------------- | ------- | ---- |
| 1    | Miguelina Cobián | Cuba             | 11 s 62 | Q    |
| 2    | Marilyn Black    | Australie        | 11 s 63 | Q    |
| 3    | Edith McGuire    | États-Unis       | 11 s 67 | Q    |
| 4    | Halina Górecka   | Pologne          | 11 s 74 | Q    |
| 5    | Galina Popova    | Union soviétique | 11 s 83 |      |
| 6    | Daphne Arden     | Grande-Bretagne  | 11 s 84 |      |
| 7    | Eva Glesková     | Tchécoslovaquie  | 11 s 91 |      |
| 8    | Carmen Smith     | Jamaïque         | 11 s 99 |      |

| Rang | Athlète          | Pays             | Temps   | Note |
| ---- | ---------------- | ---------------- | ------- | ---- |
| 1    | Wyomia Tyus      | États-Unis       | 11 s 40 | Q    |
| 2    | Ewa Kłobukowska  | Pologne          | 11 s 42 | Q    |
| 3    | Marilyn White    | États-Unis       | 11 s 51 | Q    |
| 4    | Dorothy Hyman    | Grande-Bretagne  | 11 s 66 | Q    |
| 5    | Irene Piotrowski | Canada           | 11 s 74 |      |
| 6    | Renate Latse     | Union soviétique | 11 s 76 |      |
| 7    | Margit Marké     | Hongrie          | 11 s 77 |      |
| 8    | Margaret Burvill | Australie        | 11 s 85 |      |

### Quarts de finale
Les quatre premières de chaque série se qualifient pour les demi-finales.
Excepté pour la première série, tous les temps des quarts de finale sont des temps manuels.
| Rang | Athlète             | Pays             | Temps   | Note   |
| ---- | ------------------- | ---------------- | ------- | ------ |
| 1    | Wyomia Tyus         | États-Unis       | 11 s 23 | Q, =WR |
| 2    | Dorothy Hyman       | Grande-Bretagne  | 11 s 54 | Q      |
| 3    | Galina Popova       | Union soviétique | 11 s 54 | Q      |
| 4    | Irene Piotrowski    | Canada           | 11 s 63 | Q      |
| 5    | Barbara Janiszewska | Pologne          | 11 s 84 |        |
| 6    | Avis McIntosh       | Nouvelle-Zélande | 12 s 06 |        |
| 7    | Irene Muyanga       | Ouganda          | 12 s 24 |        |

| Rang | Athlète               | Pays                       | Temps  | Note |
| ---- | --------------------- | -------------------------- | ------ | ---- |
| 1    | Marilyn Black         | Australie                  | 11 s 4 | Q    |
| 2    | Marilyn White         | États-Unis                 | 11 s 5 | Q    |
| 3    | Renate Latse          | Union soviétique           | 11 s 6 | Q    |
| 4    | Carmen Smith          | Jamaïque                   | 11 s 7 | Q    |
| 5    | Heilwig Jacob         | Équipe unifiée d'Allemagne | 11 s 7 |      |
| 6    | Danielle Guéneau      | France                     | 11 s 8 |      |
| 7    | Clarice Ahanotu       | Nigeria                    | 11 s 8 |      |
| 8    | Ulla-Britt Wieslander | Suède                      | 11 s 9 |      |

| Rang | Athlète          | Pays                       | Temps      | Note |
| ---- | ---------------- | -------------------------- | ---------- | ---- |
| 1    | Edith McGuire    | États-Unis                 | 11 s 4 (w) | Q    |
| 2    | Halina Górecka   | Pologne                    | 11 s 5     | Q    |
| 3    | Miguelina Cobián | Cuba                       | 11 s 5     | Q    |
| 4    | Margit Marké     | Hongrie                    | 11 s 5     | Q    |
| 5    | Dianne Burge     | Australie                  | 11 s 7     |      |
| 6    | Rose Hart        | Ghana                      | 11 s 9     |      |
| 7    | Inge Aigner      | Autriche                   | 12 s 0     |      |
| 8    | Renate Meyer     | Équipe unifiée d'Allemagne | 12 s 1     |      |

| Rang | Athlète          | Pays             | Temps  | Note |
| ---- | ---------------- | ---------------- | ------ | ---- |
| 1    | Ewa Kłobukowska  | Pologne          | 11 s 4 | Q    |
| 2    | Daphne Arden     | Grande-Bretagne  | 11 s 5 | Q    |
| 3    | Eva Glesková     | Tchécoslovaquie  | 11 s 6 | Q    |
| 4    | Margaret Burvill | Australie        | 11 s 7 | Q    |
| 5    | Doreen Porter    | Nouvelle-Zélande | 11 s 8 |      |
| 6    | Christiane Cadic | France           | 12 s 0 |      |
| 7    | Galina Gayda     | Union soviétique | 12 s 0 |      |

## Séries
Les cinq premières de chaque série se qualifient pour les quarts de finale.
| Rang | Athlète               | Pays             | Temps       | Note |
| ---- | --------------------- | ---------------- | ----------- | ---- |
| 1    | Marilyn White         | États-Unis       | 11 s 50 (w) | Q    |
| 2    | Daphne Arden          | Grande-Bretagne  | 11 s 55     | Q    |
| 3    | Renate Latse          | Union soviétique | 11 s 70     | Q    |
| 4    | Dianne Burge          | Australie        | 11 s 83     | Q    |
| 5    | Rose Hart             | Ghana            | 11 s 98     | Q    |
| 6    | Erzsébet Bartos-Heldt | Hongrie          | 12 s 01     |      |
| 7    | Mona Sulaiman         | Philippines      |             |      |

| Rang | Athlète             | Pays                       | Temps   | Note |
| ---- | ------------------- | -------------------------- | ------- | ---- |
| 1    | Edith McGuire       | États-Unis                 | 11 s 47 | Q    |
| 2    | Barbara Janiszewska | Pologne                    | 11 s 89 | Q    |
| 3    | Christiane Cadic    | France                     | 12 s 00 | Q    |
| 4    | Renate Meyer        | Équipe unifiée d'Allemagne | 12 s 01 | Q    |
| 5    | Inge Aigner         | Autriche                   | 12 s 05 | Q    |
| 6    | Marcela Daniel      | Panama                     | 12 s 60 |      |
| 7    | Simin Safamehr      | Iran                       | 13 s 20 |      |

| Rang | Athlète               | Pays                       | Temps   | Note |
| ---- | --------------------- | -------------------------- | ------- | ---- |
| 1    | Ewa Kłobukowska       | Pologne                    | 11 s 45 | Q    |
| 2    | Margit Nemesházi      | Hongrie                    | 11 s 89 | Q    |
| 3    | Danielle Guéneau      | France                     | 12 s 02 | Q    |
| 4    | Avis McIntosh         | Nouvelle-Zélande           | 12 s 06 | Q    |
| 5    | Ulla-Britt Wieslander | Suède                      | 12 s 10 | Q    |
| 6    | Miriam Sidranski      | Israël                     | 12 s 16 |      |
| 7    | Erika Pollmann        | Équipe unifiée d'Allemagne | DQ      |      |

| Rang | Athlète         | Pays             | Temps   | Note |
| ---- | --------------- | ---------------- | ------- | ---- |
| 1    | Dorothy Hyman   | Grande-Bretagne  | 11 s 64 | Q    |
| 2    | Doreen Porter   | Nouvelle-Zélande | 11 s 77 | Q    |
| 3    | Galina Popova   | Union soviétique | 11 s 82 | Q    |
| 4    | Clarice Ahanotu | Nigeria          | 11 s 95 | Q    |
| 5    | Irene Muyanga   | Ouganda          | 12 s 05 | Q    |
| 6    | Joke Bijleveld  | Pays-Bas         | 12 s 35 |      |
| 7    | Delceita Oakley | Panama           | 12 s 38 |      |

| Rang | Athlète            | Pays       | Temps       | Note |
| ---- | ------------------ | ---------- | ----------- | ---- |
| 1    | Wyomia Tyus        | États-Unis | 11 s 35 (w) | Q    |
| 2    | Halina Górecka     | Pologne    | 11 s 56     | Q    |
| 3    | Irene Piotrowski   | Canada     | 11 s 59     | Q    |
| 4    | Margaret Burvill   | Australie  | 11 s 68     | Q    |
| 5    | Carmen Smith       | Jamaïque   | 11 s 79     | Q    |
| 6    | Esperanza Girón    | Mexique    | 12 s 21     |      |
| 7    | Kusolwan Sorut     | Thaïlande  | 12 s 60     |      |
| 8    | Christiana Boateng | Ghana      | 12 s 90     |      |

| Rang | Athlète            | Pays                       | Temps   | Note |
| ---- | ------------------ | -------------------------- | ------- | ---- |
| 1    | Marilyn Black      | Australie                  | 11 s 58 | Q    |
| 2    | Miguelina Cobián   | Cuba                       | 11 s 67 | Q    |
| 3    | Eva Glesková       | Tchécoslovaquie            | 11 s 89 | Q    |
| 4    | Galina Gayda       | Union soviétique           | 11 s 94 | Q    |
| 5    | Heilwig Jacob      | Équipe unifiée d'Allemagne | 11 s 96 | Q    |
| 6    | Madeleine Cobb     | Grande-Bretagne            | 12 s 01 |      |
| 7    | Margarita Formeiro | Argentine                  | 12 s 20 |      |
| 8    | Song Yang-ja       | Corée du Sud               | 12 s 70 |      |